# Armacia hyalinata
Armacia hyalinata är en insektsart som först beskrevs av Donovan 1805.  Armacia hyalinata ingår i släktet Armacia och familjen Ricaniidae. Inga underarter finns listade i Catalogue of Life.